# 岩田平太郎
岩田 平太郎（いわた へいたろう、1927年12月22日 - 2009年4月19日）は、日本の神経薬理学者。大阪大学名誉教授。妻は水墨画家の岩田咲子、長男は応用昆虫学者の岩田隆太郎。曾祖父の弟は実業家の岩田惣三郎。

## 略歴
大阪府大阪市天王寺区生まれ。大阪大学医学部1951年卒業。1956年大阪大学医学博士。
奈良県立医科大学助手、名古屋市立大学医学部助教授、大阪大学薬学部教授を歴任。
- 1975年6月、日本ビタミン学会賞受賞[1]。
- 1991年3月、日本薬理学会会長[2]。
- 2007年5月、春の叙勲で瑞宝重光章受章[3]。
- 2009年4月19日、大阪府茨木市北大阪警察病院にて急性肺炎で死去。

## 研究内容
タウリンなどの神経薬理作用の研究などを行う。

## 著書
- ｢図解 薬理学｣（中外医学社、1975年）[4]
- ｢タウリン その代謝と生理･薬理作用｣（医歯薬出版、1975年）[5]

など

## 作家活動
関西探偵作家クラブ会員としてラジオドラマなどの執筆も行い、白井 竜三のペンネームによる｢渦の記憶｣で1960年6月、「クラボウ・ミステリ・影」入選[6]。